# Chaussée de Caffino
La chaussée de Caffino est un aménagement sur la Maine destiné jadis à franchir la rivière à gué et produire l'énergie hydraulique nécessaire à l'exploitation d'un ancien moulin à eau. Elle est située dans la commune de Château-Thébaud, dans le département français de la Loire-Atlantique.

## Présentation
Le site de la chaussée de Caffino, sur le site de Pont-Caffino, est la propriété du Syndicat Intercommunal pour l'Aménagement de la Sèvre, de la Maine et de leurs Rives. Il est encaissé entre les parois rocheuses granitiques de Château-Thébaud sur la rive gauche de la Maine et les falaises abruptes de Maisdon-sur-Sèvre sur la rive droite, donnant à la vallée de la Maine un aspect de petit canyon à cet endroit. Dans le passé, le cours de la Maine était le théâtre d'activités diverses :
- activités économiques : meunerie, industries textiles, tanneries, métallurgie, production d'électricité, extraction de sable, transport de marchandises ;
- usages domestiques : gués, collecte d'eau pour tous usages, entretien du linge, bûcheronnage des rives, pêche ;
- activités de loisir : tourisme fluvial, baignade, guinguettes, fêtes nautiques, canotage[2].

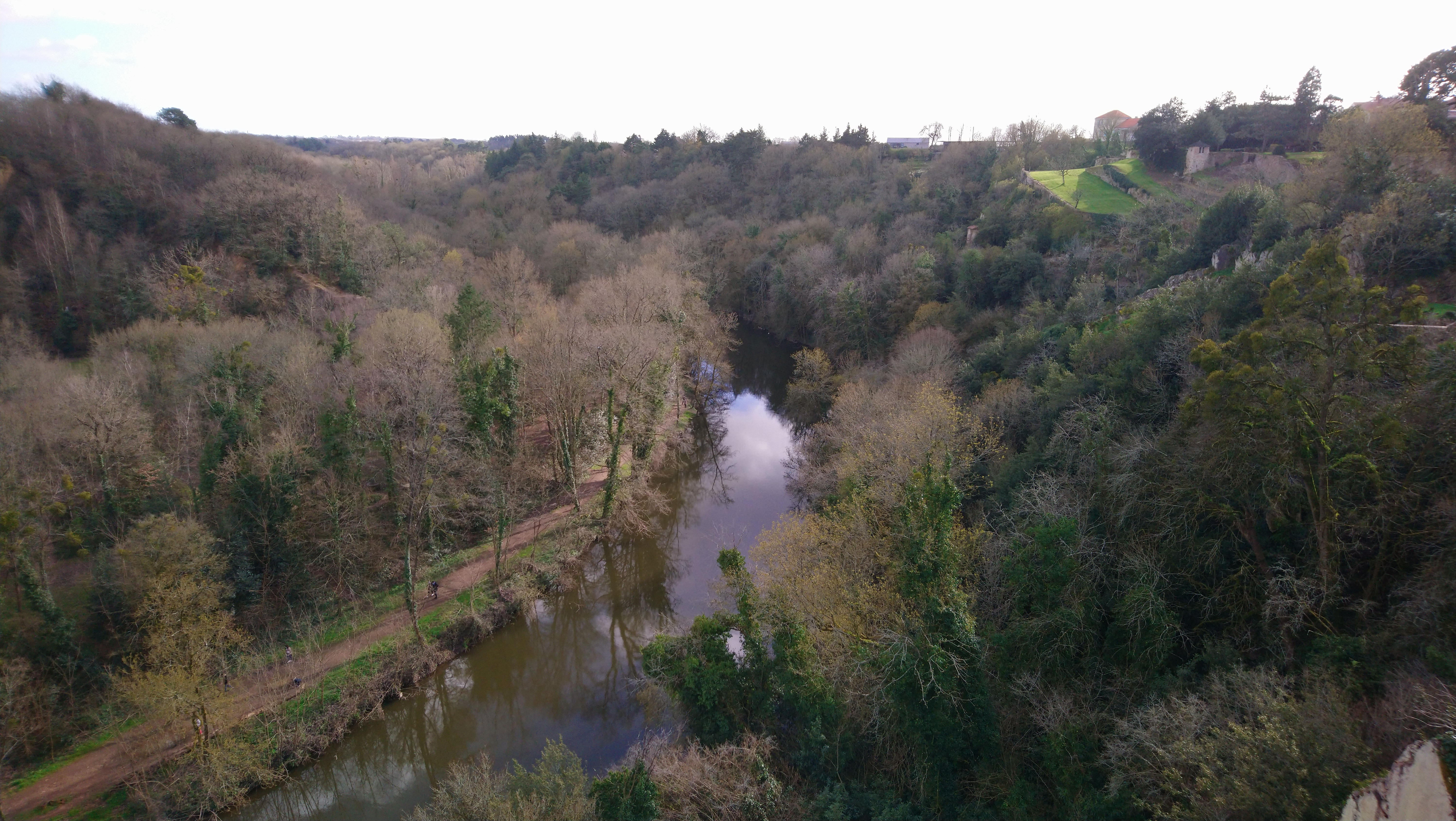
Vallée de la Maine entre Château-Thébaud et Maisdon-sur-Sèvre.

### Historique
Le site de la chaussée de Caffino est initialement la propriété de l'abbaye de Buzay, située à Rouans et l'existence d'un seuil est attestée dans les archives médiévales. L'ouvrage, désigné sous le terme de « chaussée », est aménagé au XIIe siècle pour franchir la Maine, un des affluents de la Sèvre Nantaise, avant la construction du pont en aval, et pour faire fonctionner à partir de 1664 un moulin à céréales situé sur la rive gauche de la Maine. Après la Révolution française, le moulin est démoli et reconstruit à plusieurs reprises. En 1851, il est remplacé par une minoterie. En 1890, une écluse permettant aux bateaux de remonter le cours de la Maine est aménagée. 
Plusieurs usages se succèdent autour du site, qui accueille un lavoir et les lavandières, des pêcheurs de sable. Des bateaux-promenade venaient de Nantes ou de Vertou (4720 usagers en 1907), notamment l'Hirondelle, remontant la Sèvre puis la Maine depuis Vertou chaque dimanche après-midi. Une guinguette permettait aux voyageurs de se désaltérer. Sur la rive opposée, une carrière (entreprise Barre-Maillocheau) est exploitée de 1900 à 1966. En 1905 sont installées dans l'usine hydraulique à vapeur une fonderie de cuivre, bronze et métaux blancs, qui deviendra une usine de tournage et de décolletage et une manufacture d'appareils d'éclairage et de chauffage au gaz, avant son transfert sur le site de La Jaunais, à quelques kilomètres. Durant la Première Guerre mondiale, le site est requestionné pour fabriquer des pièces d'obus, avant d'être laissé à l'abandon puis démoli en 1971 pour des raisons de sécurité.
En 2002, afin de maintenir les usages (pêche, randonnée fluviale) et de préserver cette chaussée comme témoin du patrimoine industriel de la Maine, le syndicat décide de sa restauration. Ses vestiges intègrent de nos jours une base de loisirs (escalade, canoë-kayac), visibles du belvédère de Château-Thébaud qui le surplombe. Le site est doté d'un système d'ouverture et de fermeture semi-automatique de la passe à canoë-kayaks. Le sas de l'ancienne écluse a été réaménagé en échelle à poissons à bassins successifs et l'ancien déversoir en rampe à civelles.

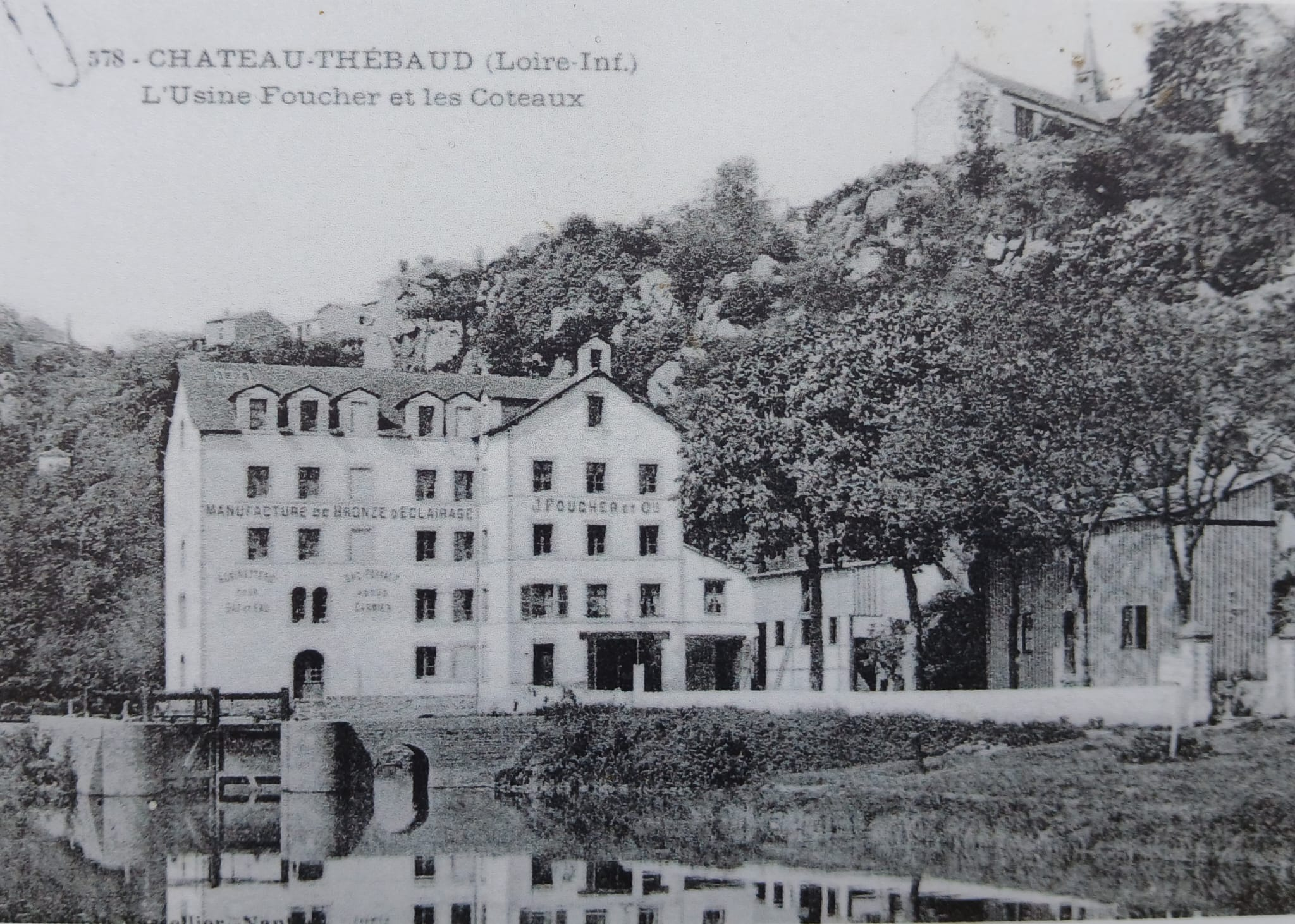
Ancienne fonderie et usine à la chaussée de Caffino.

### Aménagements

#### Échelle à poissons
La Maine est classée rivière à poissons migrateurs en Loire-Atlantique. Ses espèces repères sont l'anguille et le brochet. Les poissons amphibiotiques passent de la mer à la rivière ou de la rivière à la mer pour accomplir leur cycle de vie : se reproduire et effectuer leur croissance. C'est notamment le cas de l'anguille, du mulet et de l'alose. Les poissons holobiotiques passent leur vie en rivière mais changent de lieux pour se reproduire ou se nourrir. Ils peuvent à cette occasion effectuer des migrations de plusieurs dizaines de kilomètres. C'est notamment le cas du brochet. C'est pour permettre ces flux de migration que la passe à bassins successifs a été aménagée sur le site de la chaussée de Caffino. Ce dispositif est une série de bassins partant du pied de la chaussée et rejoignant le bief amont. Il consiste à diviser la hauteur à franchir en plusieurs petites chutes. Les cloisons de séparation des bassins sont munies d'orifices noyés et de fentes verticales, qui contrôlent le niveau d'eau dans chaque bassin et où transite le débit de la passe. L'énergie de l'eau se dissipe dans les bassins qui offrent ainsi des zones successives de repos pour les poissons. Le sas de l'écluse désaffectée sur le site est employé pour une meilleure intégration de l'échelle à poissons dans le paysage. Sur la chaussée, une rampe faite de petites pierres et de joints en creux facilite la remontée des civelles.

#### Pont de Caffino
Un pont franchit la Maine à environ 200 mètre en aval, en un endroit où la rivière se resserre. Emporté par une crue, le pont primitif est reconstruit après 1664. Il est à nouveau détruit en 1793 pendant la guerre de Vendée. Ces ponts étaient probablement payants et le franchissement à pied de la Maine par la chaussée de Caffino offrait une alternative gratuite. La construction du pont actuel débute en 1834 et s'achève en 1837 (cette date figure au milieu du pont). Ce nouvel ouvrage d'art réemploie les pierres de l'ancien pont, la pierre de la carrière et du sable extrait du lit de la rivière. En 1835 et 1836, d'importantes crues de la Loire se font ressentir jusqu'à Caffino. Pour permettre une meilleure évacuation des eaux en cas d'inondations, une arche sèche est édifiée du côté de Château-Thébaud et s'ajoute aux trois arches du pont.

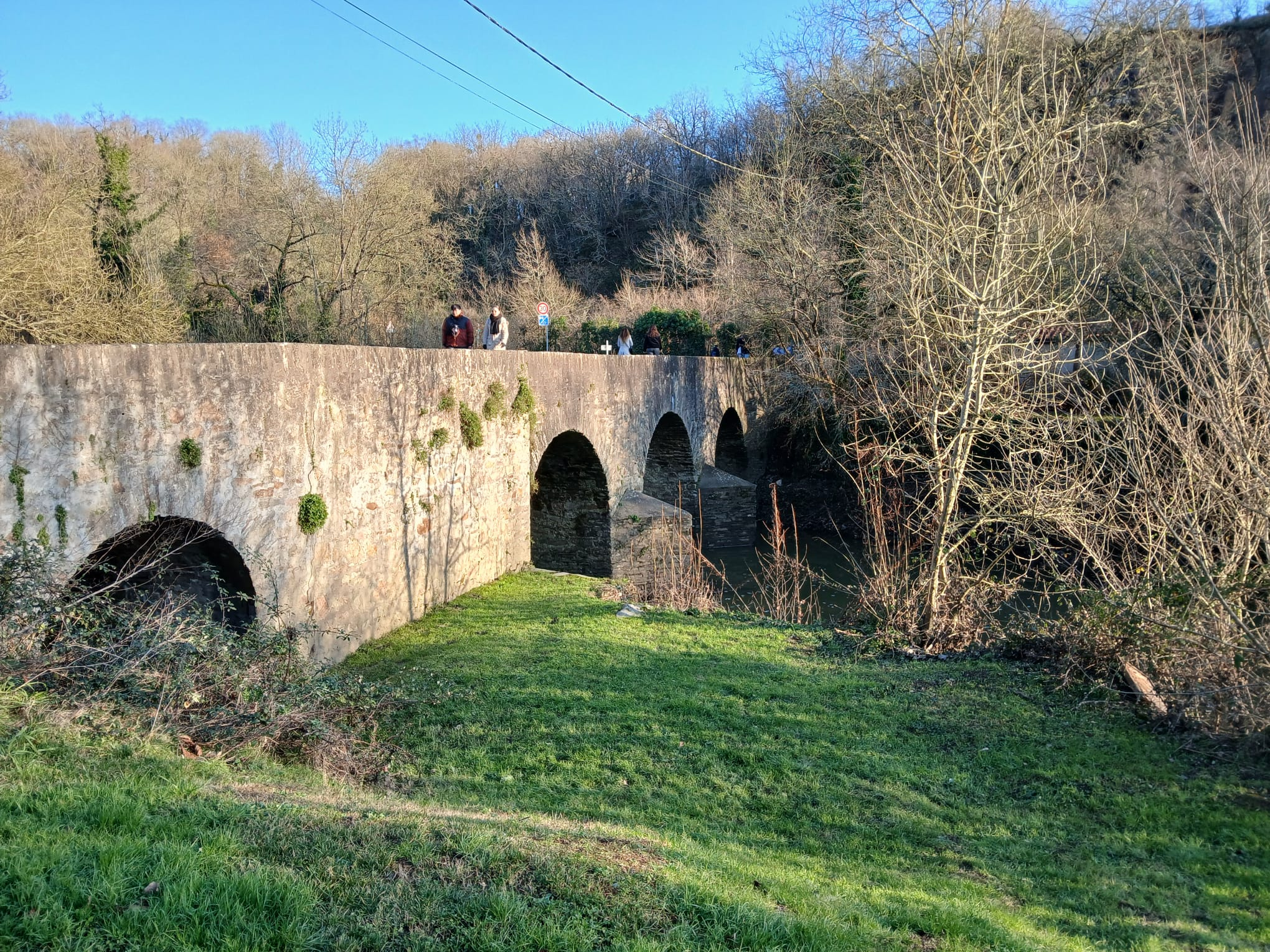
Pont de Caffino.
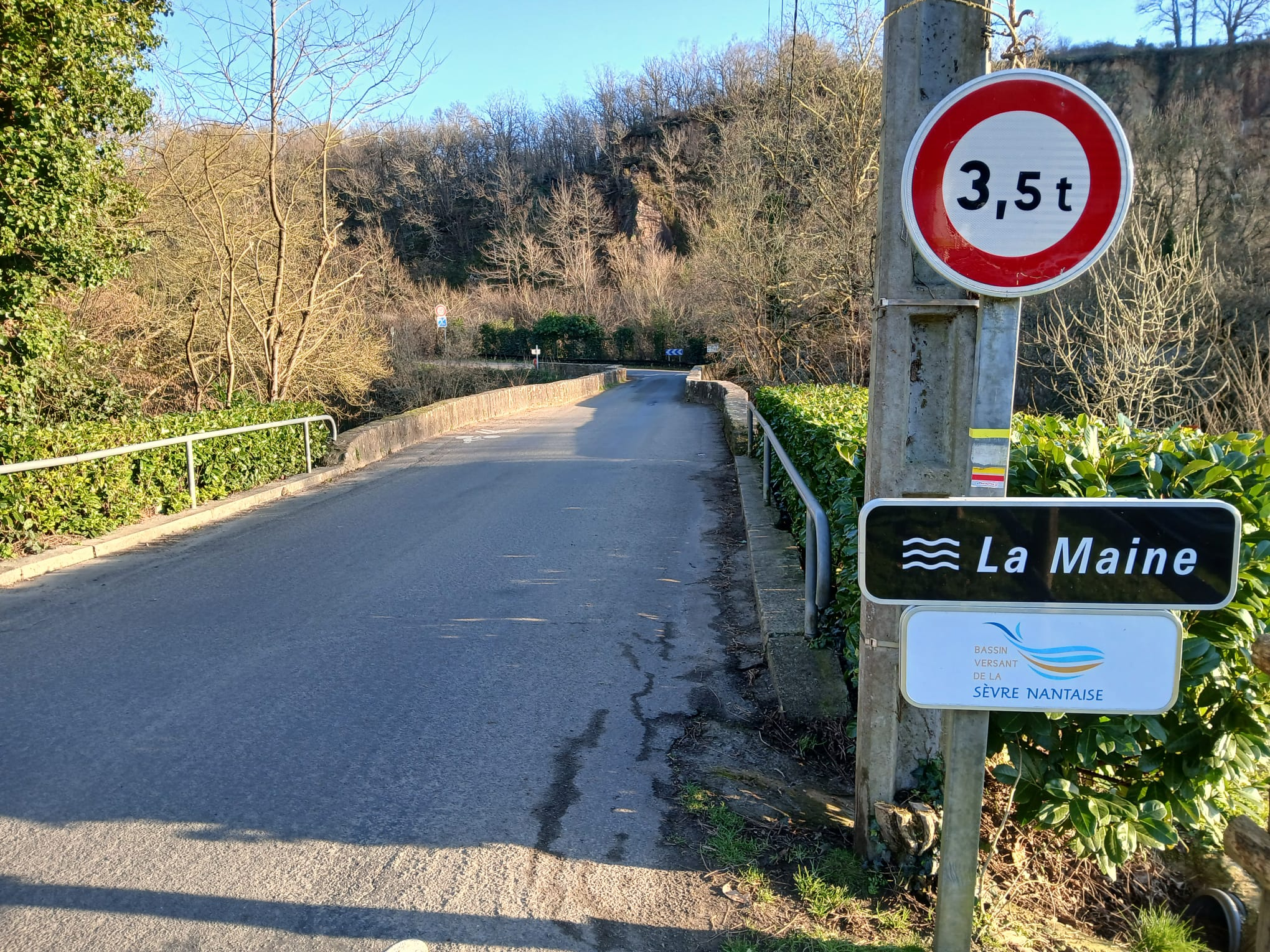
Tablier du pont.

#### Port fluvial
Une berge maçonnée sur la rive droite évoque le souvenir de l'ancien port fluvial, le pont marquant la limite de navigabilité de la Maine. Durant les années de son exploitation, on y embarque fûts et barriques de Muscadet, de l'eau de vie, des pierres de taille et on y débarque de la chaux et des phosphates notamment.

#### Belvédère
Le belvédère Porte-Vue est situé sur la commune de Château-Thébaud, à 40 mètres au-dessus de la chaussée de Caffino, sur laquelle il offre une vue panoramique ainsi que sur les paysages alentours. Conçu par l'architecte savoyard Emmanuel Ritz, lauréat d'un concours d'idées lancé en 2016, il est inauguré en 2020,.

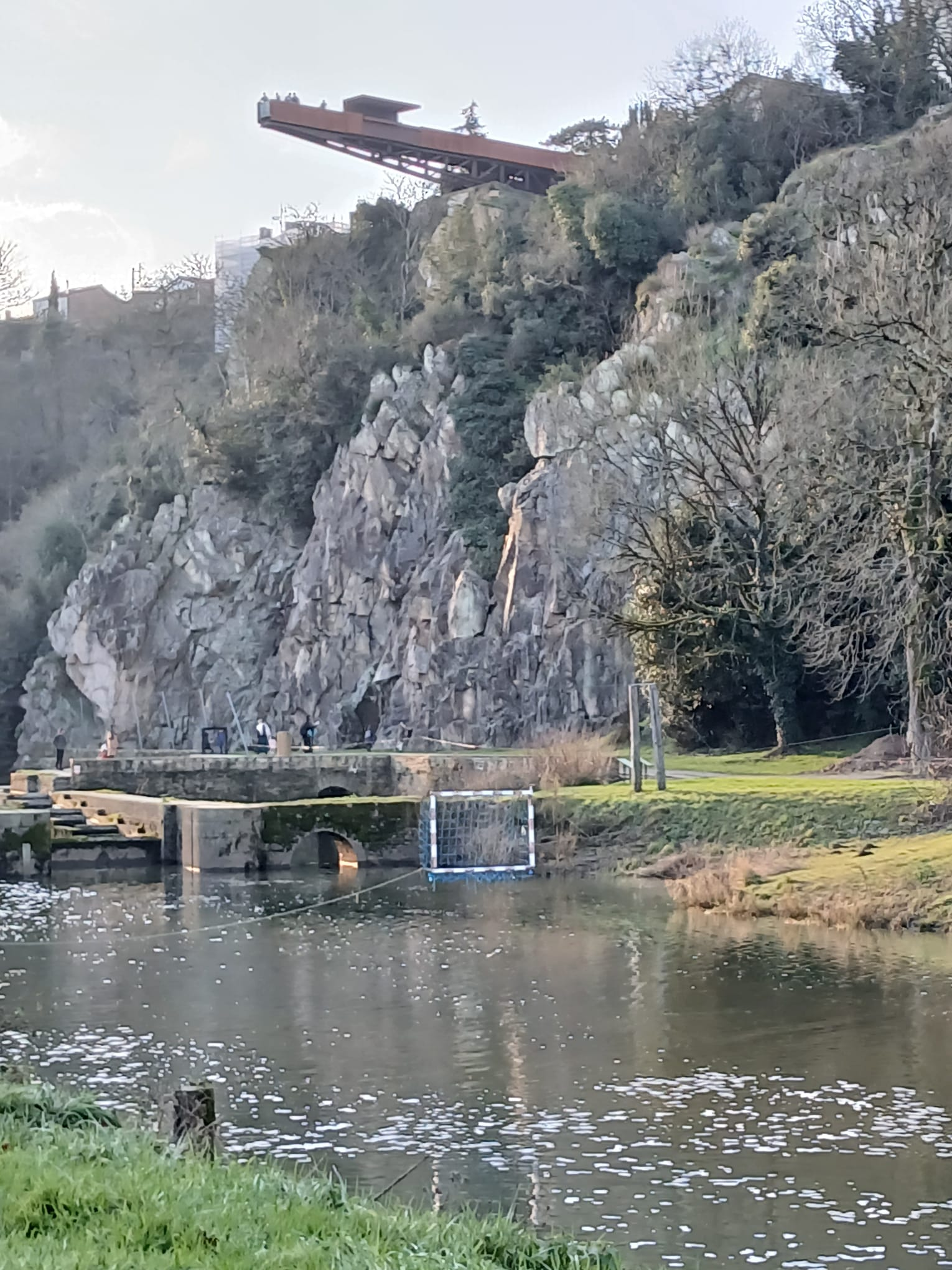
Belvédère Le Porte-Vue et la chaussée de Caffino vus de Maisdon-sur-Sèvre.